# خدمات فالكون الجوية
 فالكون لخدمات الطيران (فالكون)  هي شركة طيران مقرها في أبوظبي، الإمارات العربية المتحدة. تعمل خدمات تأجير طائرة أعمال و مروحية، فضلا عن عمليات البحث والإنقاذ للقوات المسلحة الإماراتية 
قاعدتها الرئيسية هو مطار البطين
.

## التاريخ
بدء عمل شركة الطيران في كانون الأول 2006م. وستتسلم ثالث مروحية أغوستا A109 الطاقة في يونيو 2007 وفي 2008 في البلاد أول تشغيلها تجاريا غلف ستريم G450 رجال الأعمال النفاثة للعمل في سوق أبو ظبي لللندن و سنغافورة. أسطول فاس يمثل استثمارا يزيد على 69 مليون دولار. سوف تقوم الشركة بتوجيه من رئيس هيئة أبو ظبي للديوان ولي العهد، سلطان بن خليفة بن زايد آل نهيان.

## الأسطول
في ديسمبر 2006 يضم أسطول فالكون لخدمات الطيران:
- المروحيات
- عدد 4 أغستاوستلاند إيه دبليو 109 (لنقل كبار الشخصيات والمواثيق التاكسي الجوي)
- عدد 3 Eurocopter AS365 N3
- عدد 1 يوروكوبتر إي سي 135 (للعمل الجوي والسياحة)
- عدد4 يوروكوبتر إي سي 130 (للعمل الجوي والسياحة)
- 6بيل 412 (للبحث والإنقاذ)

الطائرات
- عدد 2 غلف ستريم G450
- عدد 2 وراثي امبراير 600

وتخطط الشركة لإضافة المزيد من غلف ستريم G450 ، وراثي امبراير 600
، وطائرات هليكوبتر لأسطولها في عام 2009

## وصلات خارجية
- فالكون لخدمات الطيران